# Uncinia nemoralis
Uncinia nemoralis är en halvgräsart som beskrevs av Karen Louise Wilson. Uncinia nemoralis ingår i släktet Uncinia och familjen halvgräs. Inga underarter finns listade i Catalogue of Life.